# Let It Go (Disney-Lied)

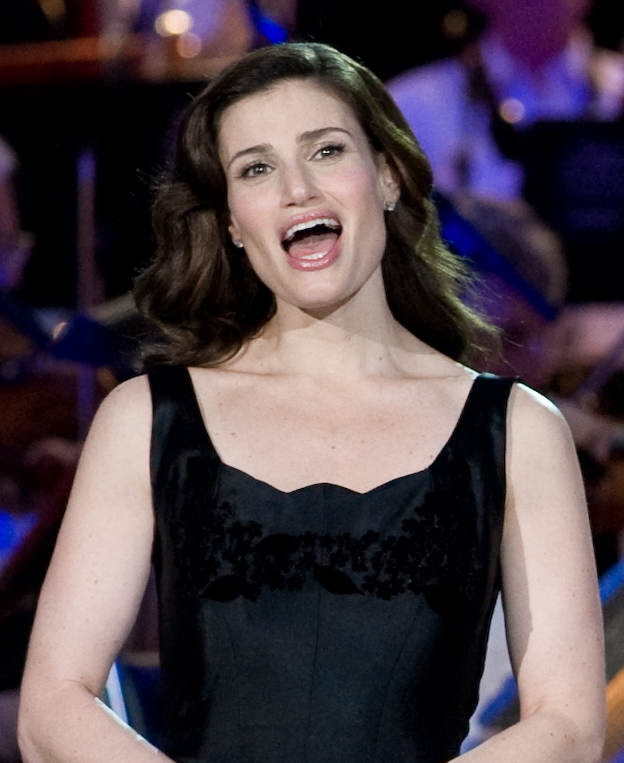
Idina Menzel (2008), Interpretin der Originalversion von Let It Go

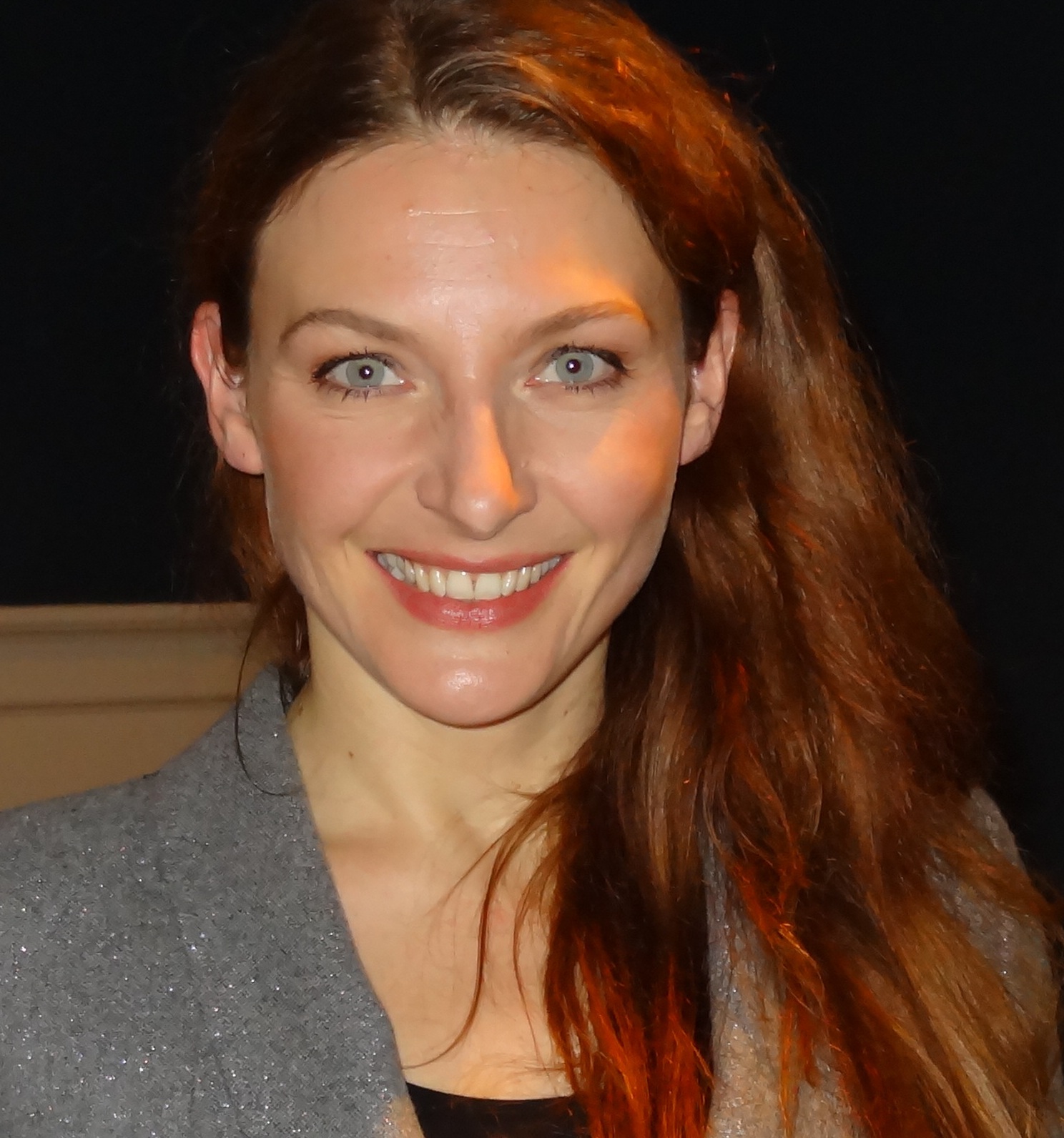
Willemijn Verkaik (2012), Sängerin der deutsch- und niederländischsprachigen Version des Liedes

Let It Go ist ein Lied aus der englischsprachigen Originalfassung des Disneyfilms Die Eiskönigin – Völlig unverfroren (Originaltitel: Frozen). Es wurde vom Ehepaar Kristen Anderson-Lopez und Robert Lopez geschrieben und gewann mehrere Preise, unter anderem einen Oscar für den besten Filmsong bei der Oscarverleihung 2014 und einen Grammy Award 2015. Während das Lied im Film von der Schauspielerin Idina Menzel gesungen wird, wurde auch eine poppigere Variante von Demi Lovato veröffentlicht. In der deutschsprachigen Fassung heißt das Lied Lass jetzt los und wird von Willemijn Verkaik gesungen.

## Inhalt
Im Film wird das Lied von Königin Elsa gesungen, kurz nachdem sie ihr Königreich verlassen hat, weil ihre magischen Kräfte enttarnt wurden. Diese musste sie als Heranwachsende unterdrücken, um den Menschen in ihrer Umgebung, insbesondere ihrer Schwester Anna, keinen Schaden zuzufügen. In der Einsamkeit kann sie ihre Kräfte frei entfalten und Dinge und Wesen aus Schnee und Eis erzeugen.

## Entstehung
Kristen Anderson-Lopez und ihr Mann hatten bereits einige Songs für den Film geschrieben, als sie sich an einen Song machten, der im Handlungsentwurf als „Elsa’s badass song“ (zu deutsch in etwa „Elsas knallharter Song“) betitelt wurde. Die Rolle der Elsa war in den ursprünglichen Entwürfen als Gegenspieler zu Anna konzipiert, während die Autoren Elsa als ein verängstigtes Mädchen sahen, welches darum kämpft, ihre Kräfte zu kontrollieren („a scared girl struggling to control and come to terms with her gift“). Der Song überzeugte die Filmemacher, den Charakter von Elsa zu überarbeiten.

## In anderen Sprachen
Neben der originalen englischen Version ist das Lied in viele weitere Sprachen übersetzt worden:
| Interpret/-in                               | Titel                                   | Übersetzung                                                                  | Sprache                      |
| ------------------------------------------- | --------------------------------------- | ---------------------------------------------------------------------------- | ---------------------------- |
| نسمة محجوب (Nesma Mahgoub)                  | أطلقي سـركِ (Atlequy Seraki)             | Teile dein Geheimnis                                                         | Arabisch                     |
| Надежда Панайотова (Nadezhda Panayotova)    | Слагам край (Slagam kray)               | Mach einen Schlussstrich                                                     | Bulgarisch                   |
| 白珍寶 (Baak Jan Bo; Jobelle Ubalde)        | 冰心鎖 (Bing Sam Soh)                   | Mein Herz ist gefangen                                                       | Chinesisch (Kantonesisch)    |
| 胡维纳 (Weina "Jalane" Hu)                  | 随它吧 (Suí Tā Ba)                      | Loslassen                                                                    | Chinesisch (Mandarin)        |
| 林芯儀 (Lin Hsin Yi; Shennio Lin)           | 放開手 (Fàng Kāi Shǒu)                  | Loslassen                                                                    | Chinesisch (Taiwanesisch)    |
| Maria Lucia Heiberg Rosenberg               | Lad Det Ske                             | Lass es geschehen                                                            | Dänisch                      |
| Willemijn Verkaik                           | Lass jetzt los                          | Lass jetzt los                                                               | Deutsch                      |
| Hanna-Liina Võsa                            | Olgu nii                                | So sei es                                                                    | Estnisch                     |
| Katja Sirkiä                                | Taakse jää                              | Zurück gelassen                                                              | Finnisch                     |
| Anaïs Delva                                 | Libérée, délivrée                       | Loslassen                                                                    | Französisch                  |
| Σία Κοσκινά (Sía Koskiná)                   | Και ξεχνώ (Kai xechnó)                  | Und vergessen                                                                | Griechisch                   |
| מונה מור (Mona Mor)                         | לעזוב (La'azov)                         | Verlassen                                                                    | Hebräisch                    |
| सुनिधि चौहान (Sunidhi Chauhan)                   | फना हो (Fanaa Ho)                         | (Die Angst) sei umgehauen                                                    | Hindi                        |
| Mikha Sherly Marpaung                       | Lepaskan                                | Lass los                                                                     | Indonesisch                  |
| Ágústa Eva Erlendsdóttir                    | Þetta er nóg                            | Das ist genug                                                                | Isländisch                   |
| Serena Autieri                              | All'alba Sorgerò                        | Im Morgengrauen werde ich aufstehen                                          | Italienisch                  |
| 松たか子 (Takako Matsu)                     | ありのままで (Ari no Mama de)           | Wie es ist                                                                   | Japanisch                    |
| Gisela                                      | Vol Volar                               | Möchte fliegen                                                               | Katalanisch                  |
| Айнұр Бермұхамбетова (Aynur Bermuxambetova) | Қанат қақ, қалықта (Ķanat ķaķ, ķalyķta) | Es wurde gezeigt, dass die Flügel nur ein Gefühl der Proportionen vermitteln | Kasachisch                   |
| 박혜나 (Hye Na Park)                        | 다 잊어 (Da Ijeo)                       | Vergiss alles                                                                | Koreanisch                   |
| Nataša Mirković                             | Puštam sve                              | Ich lasse alles los                                                          | Kroatisch                    |
| Jolanta Strikaite                           | Lai nu snieg                            | Lass es schneien                                                             | Lettisch                     |
| Girmantė Vaitkutė                           | Tebūnie                                 | Kümmer dich nicht darum                                                      | Litauisch                    |
| Marsha Milan Londoh                         | Bebaskan                                | Befreie es                                                                   | Malaiisch                    |
| Elke Buyle                                  | Laat het los                            | Lass es los                                                                  | Niederländisch (Belgien)     |
| Willemijn Verkaik                           | Laat het los                            | Lass es los                                                                  | Niederländisch (Niederlande) |
| Lisa Stokke                                 | La Den Gå                               | Lass es gehn                                                                 | Norwegisch                   |
| سوده فکری (Soodeh Fekri)                    | رها کن (Raha kon)                       | Lass es                                                                      | Persisch                     |
| Katarzyna Łaska                             | Mam tę moc                              | Ich habe diese Kraft                                                         | Polnisch                     |
| Taryn Szpilman                              | Livre Estou                             | Ich bin frei                                                                 | Portugiesisch (Brasilien)    |
| Ana Margarida Encarnação                    | Já Passou                               | Es ist vorbei                                                                | Portugiesisch (Portugal)     |
| Dalma Kovács                                | S-a întâmplat                           | Es passierte                                                                 | Rumänisch                    |
| Анна Бутурлина (Anna Buturlina)             | Отпусти и забудь (Otpusti i zabud)      | Lass los und vergiss                                                         | Russisch                     |
| Annika Herlitz                              | Slå Dig Fri                             | Schlage dich frei                                                            | Schwedisch                   |
| Jelena Gavrilović                           | Sad je kraj                             | Es ist jetzt vorbei                                                          | Serbisch                     |
| Andrea Somorovská                           | Von to dám                              | Ich werde es herausgeben                                                     | Slowakisch                   |
| Nuška Drašček Rojko                         | Zaživim                                 | Ich bin am Leben                                                             | Slowenisch                   |
| Carmen Sarahí                               | Libre Soy                               | Ich bin frei                                                                 | Spanisch (Lateinamerika)     |
| Gisela                                      | ¡Suéltalo!                              | Lass es los!                                                                 | Spanisch (Europa)            |
| Monika Absolonová                           | Najednou                                | Plötzlich                                                                    | Tschechisch                  |
| วิชญาณี เปียกลิ่น (Gam Thestar)                  | ปล่อยมันไป (Ploy-Mon-Pai)                 | Lassen Sie es gehen                                                          | Thai                         |
| Begüm Günceler                              | Aldırma                                 | Keine Ursache                                                                | Türkisch                     |
| Шаніс (Shanis)                              | Все одно (Vse odno)                     | Alles eins                                                                   | Ukrainisch                   |
| Nikolett Füredi                             | Legyen hó!                              | Lass es schneien!                                                            | Ungarisch                    |
| Dương Hoàng Yến                             | Hãy bước đi                             | Lass uns gehen                                                               | Vietnamesisch                |

Quelle, wo nicht anders angegeben: Deezer und Qobuz.

## Auszeichnungen
Der Song gewann zahlreiche Auszeichnungen. In der folgenden Auflistung sind die relevantesten Gewinne verzeichnet:
Oscar 2014
- Bester Song

Golden Globe Awards 2014
Nominierung:
- Bester Filmsong

Critics’ Choice Movie Awards 2014
- Bestes Lied

Annie Awards 2014
- Beste Filmmusik (Kristen Anderson-Lopez, Robert Lopez, Christophe Beck)

Grammy Awards 2015
- Bester zusammengestellter Soundtrack für visuelle Medien
- Bester für visuelle Medien geschriebener Song (Let It Go)

## Kommerzieller Erfolg

### Chartplatzierungen
| ChartsChartplatzierungen       | Höchstplatzierung | Wochen |
| ------------------------------ | ----------------- | ------ |
| Österreich (Ö3)                | 74 (1 Wo.)        | 1      |
| Vereinigte Staaten (Billboard) | 5 (33 Wo.)        | 33     |
| Vereinigtes Königreich (OCC)   | 11 (70 Wo.)       | 70     |

| ChartsJahrescharts (2014)      | Platzierung |
| ------------------------------ | ----------- |
| Vereinigte Staaten (Billboard) | 21          |
| Vereinigtes Königreich (OCC)   | 13          |

| ChartsJahrescharts (2010–2019) | Platzierung |
| ------------------------------ | ----------- |
| Vereinigtes Königreich (OCC)   | 88          |

| ChartsChartplatzierungen       | Höchstplatzierung | Wochen |
| ------------------------------ | ----------------- | ------ |
| Deutschland (GfK)              | 65 (6 Wo.)        | 6      |
| Österreich (Ö3)                | 31 (4 Wo.)        | 4      |
| Schweiz (IFPI)                 | 60 (5 Wo.)        | 5      |
| Vereinigte Staaten (Billboard) | 38 (20 Wo.)       | 20     |
| Vereinigtes Königreich (OCC)   | 42 (27 Wo.)       | 27     |

### Auszeichnungen für Musikverkäufe
| Land/Region                  | Auszeichnungen für Musikverkäufe (Land/Region, Auszeichnung, Verkäufe) | Verkäufe   |
| ---------------------------- | ---------------------------------------------------------------------- | ---------- |
| Australien (ARIA)            | 8× Platin                                                              | 560.000    |
| Dänemark (IFPI)              | Gold                                                                   | 45.000     |
| Deutschland (BVMI)           | Gold                                                                   | 300.000    |
| Japan (RIAJ)                 | Platin                                                                 | 250.000    |
| Kanada (MC)                  | 8× Platin                                                              | 640.000    |
| Neuseeland (RMNZ)            | 3× Platin                                                              | 90.000     |
| Spanien (Promusicae)         | Gold                                                                   | 30.000     |
| Vereinigte Staaten (RIAA)    | Diamant                                                                | 10.000.000 |
| Vereinigtes Königreich (BPI) | 4× Platin                                                              | 2.400.000  |
| Insgesamt                    | 3× Gold · 24× Platin · 1× Diamant ·                                    | 14.315.000 |

| Land/Region                  | Auszeichnungen für Musikverkäufe (Land/Region, Auszeichnung, Verkäufe) | Verkäufe  |
| ---------------------------- | ---------------------------------------------------------------------- | --------- |
| Australien (ARIA)            | 2× Platin                                                              | 140.000   |
| Brasilien (PMB)              | Platin                                                                 | 60.000    |
| Deutschland (BVMI)           | Gold                                                                   | 150.000   |
| Italien (FIMI)               | Gold                                                                   | 15.000    |
| Japan (RIAJ)                 | Gold                                                                   | 100.000   |
| Kanada (MC)                  | Platin                                                                 | 80.000    |
| Neuseeland (RMNZ)            | Platin                                                                 | 15.000    |
| Norwegen (IFPI)              | Gold                                                                   | 30.000    |
| Schweden (IFPI)              | Platin                                                                 | 40.000    |
| Vereinigte Staaten (RIAA)    | 2× Platin                                                              | 2.000.000 |
| Vereinigtes Königreich (BPI) | Gold                                                                   | 400.000   |
| Insgesamt                    | 5× Gold · 8× Platin ·                                                  | 3.030.000 |

### Auszeichnungen für Musikstreaming
Demi Lovato

| Land/Region     | Auszeichnungen für Musikverkäufe (Land/Region, Auszeichnung, Verkäufe) | Verkäufe  |
| --------------- | ---------------------------------------------------------------------- | --------- |
| Dänemark (IFPI) | Gold                                                                   | 1.300.000 |
| Insgesamt       | 1× Gold ·                                                              | 1.300.000 |

Hauptartikel: Demi Lovato/Auszeichnungen für Musikverkäufe